# Torna Hällestad
Torna Hällestad uttal (fil) är en tätort i Lunds kommun och kyrkby i Hällestads socken i Skåne, belägen cirka 15 kilometer öster om Lund.
Byn ligger på höjden av en utlöpare till Romeleåsen och kringgärdas av främst betesmarker och bokskog.

## Historik
År 1911 fullbordades järnvägslinjen Dalby-Harlösa-Bjärsjölagård. Den år 1910 tillkomna stationen i Hällestads socken fick namnet Torna Hällestad för att undvika förväxling med den redan befintliga järnvägsstationen Hällestad i Östergötland (Torna kommer av Torna härad). Persontrafiken nedlades år 1955, medan godstrafik Dalby-Torna Hällestad-Harlösa fanns kvar till år 1982. På den tidigare järnvägsbanken finns idag en rid-, cykel- och gångväg.

## Samhället
I Torna Hällestad finns Hällestads kyrka med vackra takmålningar.
Torna Hällestad har också en förskola och en helt nyrenoverad lågstadieskola. Mellanstadie- och högstadieskolor finns i det närliggande samhället Dalby.
Torna Hällestad Veckoblad utkommer varje måndag med nyheter från byn. Bladet skrivs av Kaj Wirenbook och finansieras av olika företag som får ha en annonssida i bladet.
En handelsbod finns här också. Torna Hällestad lanthandel. Väster om bykärnan ligger några större gårdar: Gryteskog, Trollängen och Åkestorp.

## Näringsliv
Förutom ett fåtal företag finns det få näringar i samhället (i lokalt språkbruk byn, detta är en av Lunds kommuns byar), utan flertalet boende pendlar till bland annat Lund och Dalby.

## Idrott
I byn finns Torna Hällestads Idrottsförening. Föreningen samlar flertalet av byns ungdomar och vuxna inom olika aktiviteter. Framförallt fotbollen är stor i THIF, man har en mängd ungdomslag samt herr- och damseniorer. Idrottsföreningen anordnar också varje år Sommarveckorna som är liknande ett fritids med ungdomsledare. Detta hålls de två första veckorna på sommarlovet på Idrottsplatsen. Under dessa två veckor får barnen lära sig och ekologi och KRAV och maten de får är helt ekologisk. Drivande i projektet är Lars-Erik Hultgren som är engagerad i Idrottsföreningen och i många andra ekologi-projekt.

## Befolkningsutveckling
| Befolkningsutvecklingen i Torna Hällestad 1960–2020         | Befolkningsutvecklingen i Torna Hällestad 1960–2020 | Befolkningsutvecklingen i Torna Hällestad 1960–2020 | Befolkningsutvecklingen i Torna Hällestad 1960–2020 | Befolkningsutvecklingen i Torna Hällestad 1960–2020 |
| ----------------------------------------------------------- | --------------------------------------------------- | --------------------------------------------------- | --------------------------------------------------- | --------------------------------------------------- |
|                                                             |                                                     |                                                     |                                                     |                                                     |
| År                                                          |                                                     |                                                     | Folkmängd                                           | Areal (ha)                                          |
| 1960                                                        | 1960                                                |                                                     | 324                                                 |                                                     |
| 1965                                                        | 1965                                                |                                                     | 303                                                 |                                                     |
| 1970                                                        | 1970                                                |                                                     | 297                                                 |                                                     |
| 1975                                                        | 1975                                                |                                                     | 319                                                 |                                                     |
| 1980                                                        | 1980                                                |                                                     | 337                                                 |                                                     |
| 1990                                                        | 1990                                                |                                                     | 429                                                 | 35                                                  |
| 1995                                                        | 1995                                                |                                                     | 467                                                 | 35                                                  |
| 2000                                                        | 2000                                                |                                                     | 534                                                 | 38                                                  |
| 2005                                                        | 2005                                                |                                                     | 572                                                 | 38                                                  |
| 2010                                                        | 2010                                                |                                                     | 584                                                 | 38                                                  |
| 2015                                                        | 2015                                                |                                                     | 680                                                 | 80                                                  |
| 2020                                                        | 2020                                                |                                                     | 747                                                 | 84                                                  |
| Anm.: Namnändring 1990 från Hällestad till Torna Hällestad. |                                                     |                                                     |                                                     |                                                     |

## Kända personer från Torna Hällestad
- Elina Nelson - sångerska, deltagare i Idol 2005.
- Cecilia Walton - skådespelare, känd från Sällskapsresan 2 - Snowroller.
- Nicole Sabouné - sångerska.